# فالکنبرگ (زاکسونی)-آنهالت
فالکنبرگ (زاکسونی)-آنهالت (به آلمانی: Falkenberg) یک منطقهٔ مسکونی در آلمان است که در التمارکیسچ ویسچ واقع شده‌است. فالکنبرگ  ۲۵۳ نفر جمعیت دارد.